# Schwarze Gleithörnchen
Die Schwarzen Gleithörnchen (Aeromys) sind eine Gattung der Gleithörnchen, die in Südostasien verbreitet ist. Zwei Arten wurden beschrieben:
- Schwarzes Gleithörnchen, Aeromys tephromelas (Günther, 1873), Malaiische Halbinsel, Sumatra, Borneo
- Thomas-Gleithörnchen, Aeromys thomasi (Hose, 1900), Borneo

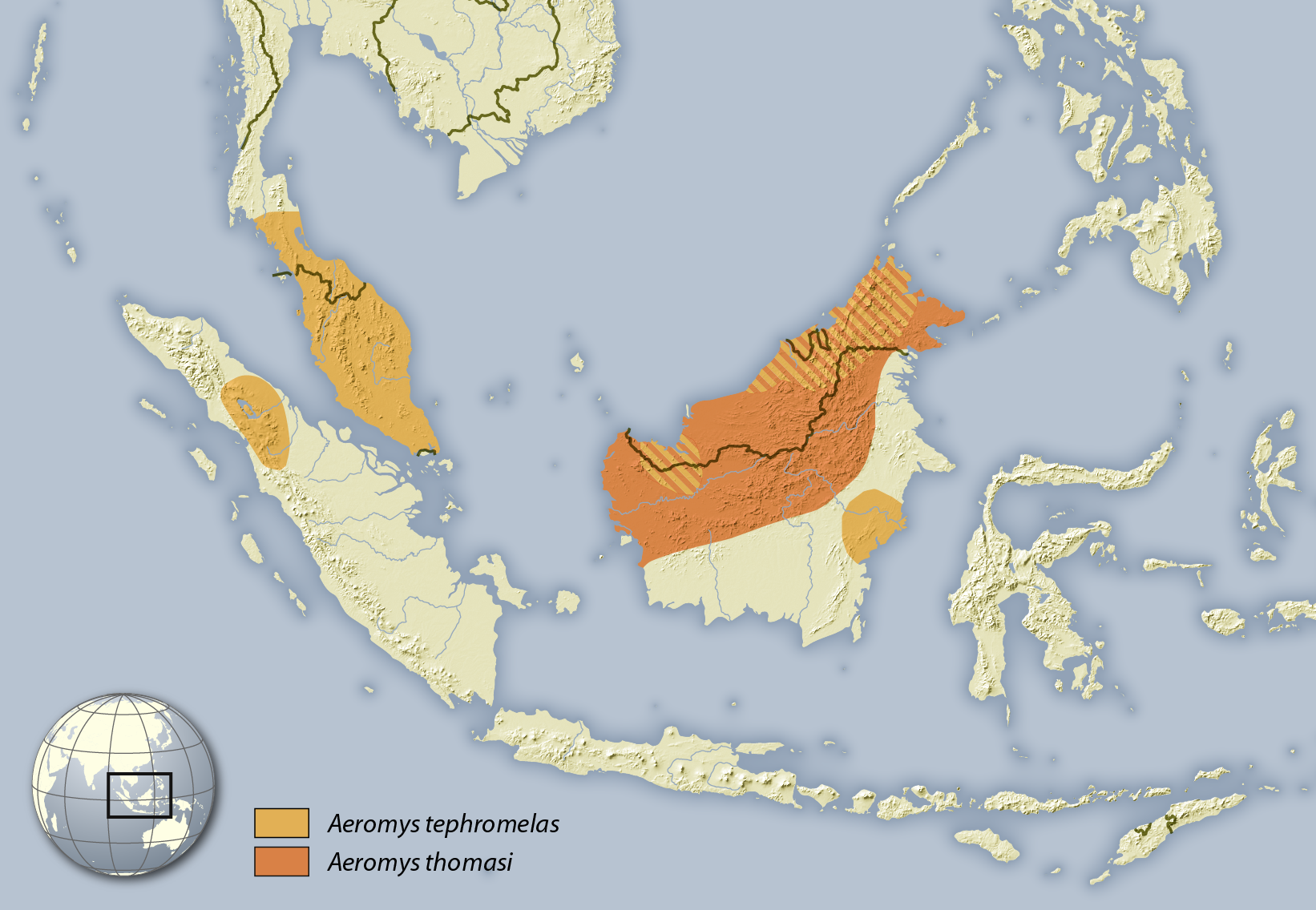
Verbreitungsgebiete der Schwarzen Gleithörnchen

Die Arten unterscheiden sich in der Größe erheblich: Das Schwarze Gleithörnchen hat eine Kopfrumpflänge von höchstens 30 cm zuzüglich 30 cm Schwanz. Das Thomas-Gleithörnchen misst 40 cm, hinzu kommen 50 cm Schwanz. Das Fell ist oberseits dunkelbraun oder schwarz und unterseits graubraun.
Schwarze Gleithörnchen bewohnen tropische Regenwälder. Nachts sind sie in den Baumkronen unterwegs und suchen dort nach Nüssen, Früchten und Blättern.